# 三好善長
三好 善長（みよし よしなが/ぜんちょう）は、江戸時代中期の武士。

## 概要
善長は元文元年（1736年）8月13日に正六位下・若狭守に任じられている。善長からは玄善-玄通-玄条と続いた。
宝暦2年（1752年）には伊予国喜多郡櫛生村三島神社の神官・鎌田正広の三男である鎌田魚妙を養子とした。また内容は不明であるものの知恩院門跡の家司として失脚し蟄居し、魚妙は十河氏を名乗った。魚妙は兄・鎌田五根の子である魚鰭を養子とし、魚鰭は善長の孫・新三郎を養子とし、株を買って新三郎を御家人とした。